# Айдахо (гора)
Айдахо (англ. Mount Idaho) — гора, находящаяся в одноимённом штате США. Высота горы (над уровнем моря) составляет 3677 м, по высоте является седьмой в Айдахо и шестой в хребте Лост-Ривер. Гора расположена в национальном лесу Сэлмон — Чэллис в округе Кастер. Озеро Мерриам находится в котловине к северо-востоку от горы.